# 游標
游標（英語：cursor）在電腦科學及相關領域中指「目前會回應使用者輸入的位置」的指示訊息。如文書處理器中閃爍的游標，以及滑鼠游標。

## 游標
是處理數據的一種方法，為了查看或者處理结果集中的數據，游標提供了在结果集中一次一行或者多行前進或向後瀏覽數據的能力。可以把游標當作一个指針，它可以指定结果中的任何位置，然后允許用户對指定位置的數據進行處理。

## 滑鼠游標
- 滑鼠游標常用來表示滑鼠與用户界面（UI）之間的操作狀態。例如：
  1. 箭頭
  2. 手掌：可點擊，像是超連結或按鈕
  3. 漏斗：忙碌中，請稍候

## 鍵盤游標
- 鍵盤游標常用來表示文字輸入的方式，例如:
  1. 插入模式。
  2. 取代模式。

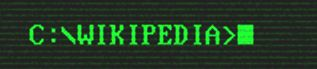
鍵盤游標

1960 年代，Charles Kiesling發明了閃爍的游標。